# Rambler Rebel
El Rambler Rebel es un automóvil que fue producido por American Motors Corporation (AMC) de Kenosha para los año del modelo de 1957 a 1960, así como nuevamente para 1966 y 1967.
Presentado como un modelo independiente en su propio estilo de carrocería, al Rambler Rebel de 1957 se le atribuye ser el primer automóvil de alto rendimiento de tamaño intermedio producido en fábrica, siendo pionero en el segmento de mercado posteriormente conocido como de los muscle cars. También estuvo entre los primeros coches de producción en serie equipados con inyección de combustible electrónica.
La segunda y tercera generación se convirtieron esencialmente en los modelos Rambler Six equivalentes, pero equipados con un motor V8. La placa de identificación Rebel se reintrodujo en 1966 en el modelo hardtop de dos puertas de tamaño intermedio de primera línea. Para el año del modelo de 1967, la nueva línea intermedia de AMC tomó el nombre de Rebel. American Motors eliminó la histórica marca "Rambler" de estos modelos de tamaño intermedio para pasar a ser el AMC Rebel a partir del año del modelo de 1968.
Tanto el Rambler Six como el Rambler Rebel V8 se ensamblaron en la antigua planta de Nash Motors en Toronto, Canadá, hasta julio de 1957, cuando se cerró. Luego, los Rambler del mercado canadiense se importaron de Kenosha hasta que AMC abrió su nueva planta de ensamblaje en Brampton (Ontario) en diciembre de 1960. Los automóviles también fueron producidos en Argentina por Industrias Kaiser Argentina (IKA).

## Historia

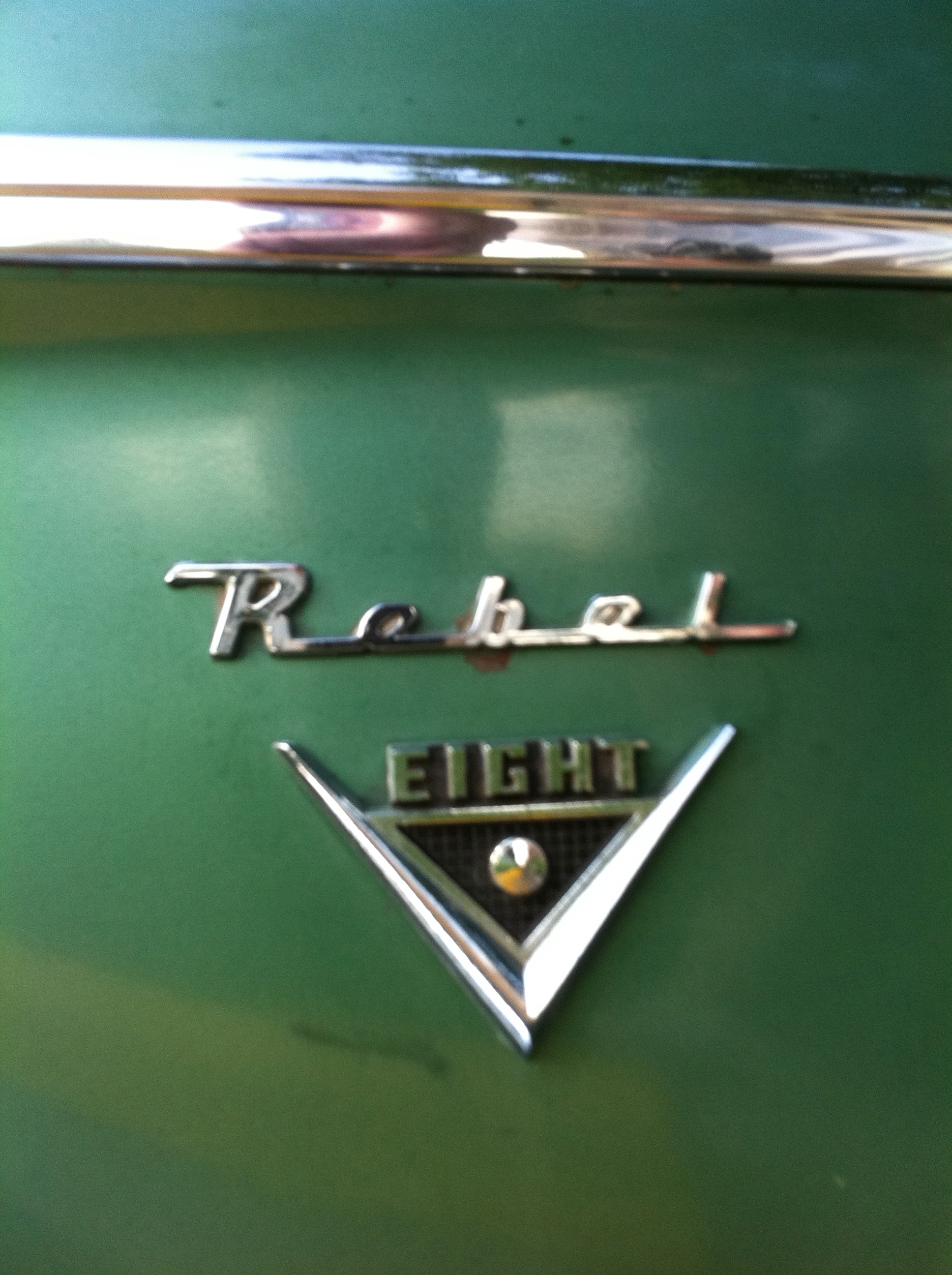
Emblemas de un Rebel V8 de 1960

La estrategia del presidente de American Motors, George Romney, fue evitar una batalla cara a cara con los  Tres Grandes fabricantes de automóviles nacionales (General Motors, Ford y Chrysler), al enfocar a AMC en automóviles que eran más pequeños que los modelos "estándar" en el mercado. Los modelos Nash y Hudson de gran tamaño "heredados" sufrían la disminución de las ventas en un mercado donde a los consumidores solo se les ofrecían sedanes de gran tamaño o automóviles pequeños y económicos. El nuevo Rambler fue diseñado "para abrir el mercado de par en par con un modelo de tamaño mediano que presentaba un estilo agresivo y mucha potencia".
El desarrollo del nuevo motor V8 de válvulas en cabeza de AMC comenzó en 1955, bajo la dirección del ingeniero jefe del fabricante de automóviles, Meade Moore, así como de David Potter, quien fue contratado de Kaiser-Frazer. La decisión de fabricar un nuevo motor fue consecuencia del final de las relaciones de uso compartido de componentes con Packard, y los gerentes de AMC decidieron fabricar su propio motor V8 en lugar de subcontratarlo.
El nuevo motor debutó a mediados de 1956 en el Nash Ambassador Special y el Hudson Hornet Special. En ese momento, el motor de 250 plg³ (4,1 L) era el V8 estadounidense más pequeño, pero su potencia de 190 HP (142 kW; 193 CV) era superior a cualquiera de los V8 con carburador de dos cuerpos contemporáneos de Chevrolet.
Los modelos Rambler de cuatro puertas del año modelo de 1956 fueron completamente rediseñados. Edmund E. Anderson y Bill Reddig diseñaron el nuevo modelo con un "pilar C espectacular" (inclinado al revés de lo que era habitual), además de tomar prestados los faros delanteros internos montados en la parrilla diseñados por Pinin Farina para el Nash-Healey.
Para el año modelo de 1957, Rambler se estableció como una marca separada. El Rambler Rebel de 1957 debutó como un modelo especial en la línea Rambler, mostrando el nuevo y gran motor V8 de AMC. De esta forma, se convirtió en el primer muscle car ligero producido en fábrica.

## Primera generación

### 1957

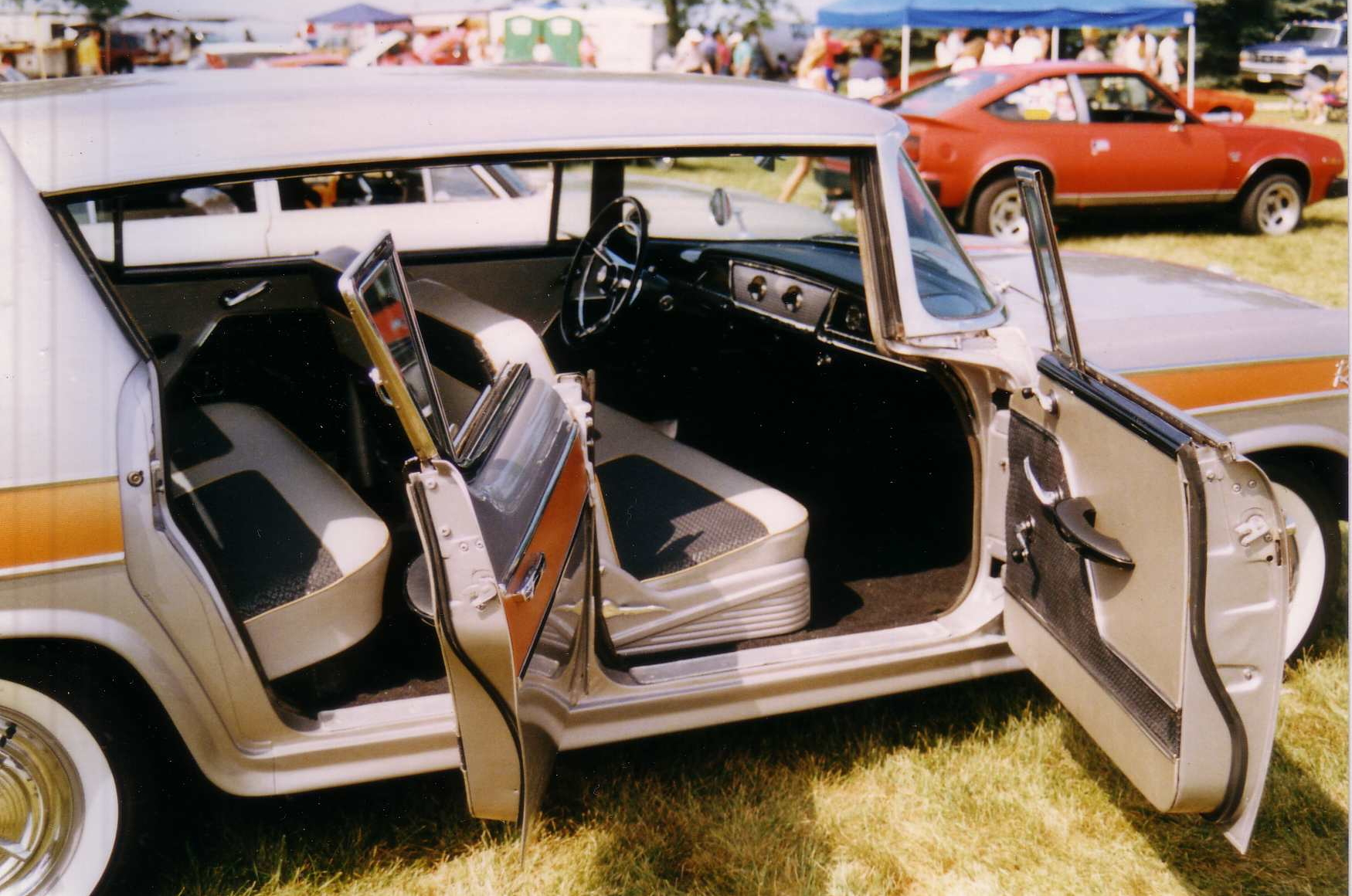
Todos los Rambler Rebel de 1957 eran hardtop de 4 puertas (sin pilar "B")

American Motors sorprendió a la mayoría de los observadores con la presentación en diciembre de 1956 del Rambler Rebel, "un verdadero superdeportivo". El nuevo modelo de 1957 debutó como un vehículo de alto rendimiento que combinaba una carrocería ligera Rambler de cuatro puertas hardtop con una distancia entre ejes de 108 pulgadas (2743 mm), con el nuevo motor AMC V8 de 327 plg³ (5,4 L). Esta fue la primera vez que se instaló un bloque V8 grande en un automóvil de tamaño mediano en el mercado posterior a la Segunda Guerra Mundial. General Motors, Ford y Chrysler no ofrecían automóviles de tamaño intermedio en absoluto.
Aunque AMC era conocido por sus vehículos económicos y fiables, este modelo especial venía con un motor más grande que cualquiera que se encontrara en Chevrolet, Ford o Plymouth, los competidores más populares del Rambler en ese momento. El precio base recomendado de 2.786 dólares del Rebel era económico para la potencia de la que disponía. Era el sedán estadounidense de serie más rápido, según Motor Trend.
Todos los Rebel venían con una transmisión manual (con unidad overdrive) o una transmisión automática Hydramatic de cuatro velocidades de GM, así como con otras mejoras de rendimiento, como una escape doble, suspensión reforzada con amortiguadores de la marca Gabriel y barra estabilizadora frontal. El Rebel era capaz de acelerar de 0 a 60 mph (0-97  km/h) en solo 7,5 segundos con su motor de 255 HP (190 kW; 259 CV) equipado con un carburador estándar. La construcción monocasco ligera del automóvil proporcionó una relación potencia-peso de aproximadamente 13 libras por caballo, una relación mejor que otros automóviles del año modelo 1957 y un contraste con las 45 de un Volkswagen.
El motor del Rebel también se diferenciaba de los V8 de 327 pulgadas cúbicas instalados en los modelos Ambassador y Hudson Hornet de 1957 porque usaba elevadores de válvulas mecánicos y una relación de compresión más alta. Dado que ambos motores tenían una potencia nominal de 255 hp, es probable que en el caso del Rebel fuera declarada por debajo de su valor real.
La dirección asistida y los frenos de tambor servoasistidos también eran estándar, como en todos los modelos Rambler Custom. El automóvil estaba disponible solo en pintura metalizada de color plata, contrastada con inserciones de aluminio dorado anodizado en los costados. Los tableros y viseras acolchados, las cerraduras de las puertas traseras a prueba de niños y los cinturones de seguridad eran opcionales. En 1957 se produjeron un total de 1.500 unidades del Rebel. El sistema de aire acondicionado integrado (denominado All Weather Eye) era una opción por 345 dólares.
Se considera que el Rebel es un precursor de los muscle car (automóviles medianos de tracción trasera con potentes motores V8 y acabados especiales) que se hicieron tan populares en la década de 1960. También adelantó que el rendimiento propio de estos coches pasaría a formar parte de las futuras gamas de AMC.

### Opción de inyección de combustible
El sistema Bendix Electrojector de inyección electrónica de combustible iba a ser opcional en el Rambler Rebel de 1957, realizándose una presentación llamativa durante las carreras en el circuito de Daytona. El motor equipado con Electrojector del Rebel rendía 288 HP (215 kW). Este iba a haber sido el primer motor producido en serie con un sistema de inyección de combustible con una centralita transistorizada.  Motor Trend probó un Rambler Rebel con inyección electrónica opcional y comprobaron que iba más rápido arrancando desde parado que el Chevrolet Corvette de 1957 con inyección mecánica.
El debut público del sistema Bendix en diciembre de 1956 fue seguido por un boletín de precios de marzo de 1957 que lo incluía como una opción por 395 dólares, pero debido a dificultades con los proveedores, el Rebel con inyección electrónica solo estaría disponible después del 15 de junio. Este pudo haber sido el primer motor de producción en serie con inyección electrónica, pero los problemas iniciales de Electrojector significaron que solo los coches de preproducción estaban así equipados: por lo tanto, se vendieron muy pocos coches así equipados y ninguno estuvo disponible para el público. El sistema de inyección electrónica del Rambler era más avanzado que los tipos mecánicos que aparecían entonces en el mercado y los motores funcionaban bien en climas cálidos, pero tenían dificultades para arrancar en temperaturas más frías. Como resultado, todos los Rebel de producción en serie utilizaron un carburador de cuatro cuerpos. Sin embargo, la opción de inyección electrónica permaneció en el manual del propietario publicado.

## Segunda generación

### 1958
Para el año modelo de 1958, regresó el nombre Rebel, pero ya no con el motor 327. En lugar de identificar un modelo especial, el nombre se aplicó a todos los Rambler con motor AMC V8 de 250 plg³ (4,1 L). El Rebel se equipó con un carburador de 4 cuerpos y escapes dobles, con una potencia de 215 HP (160 kW; 218 CV) y un par motor de 260 lb·pie (353 N·m). El motor 327 se hizo estándar en los modelos Rambler Ambassador más lujosos. La línea Rebel de 1958 comprendía seis modelos: sedán de cuatro puertas y familiares Cross Country con acabados Super o Custom, además de un sedán básico de cuatro puertas Deluxe que estaba reservado para la venta de flotas. Un hardtop de cuatro puertas con el acabado Custom de primera línea era ahora el único modelo sin pilares intermedios del Rebel.
Estos Rebel ya no eran los muscle cars de 1957, pero ofrecían más potencia que los modelos Rambler normales. Una prueba realizada por Motor Trend concluyó que "el Rebel con motor V8 ahora puede alcanzar una verdadera velocidad de 60 mph desde parado en aproximadamente 12.0 segundos", significativamente más lento que el Rebel del 57 de producción limitada, aunque se trataba de un valor bastante bueno para la época.
El Rambler Rebel y el Rambler Six de 1958 compartieron un estilo revisado con una nueva parrilla, guardabarros delanteros con faros cuádruples, así como un nuevo diseño de capó, mientras que la parte trasera recibió nuevos guardabarros con unas impresionantes aletas traseras.

### 1959
Los Rambler Rebel del año modelo de 1959 presentaban maleteros sin adornos, una nueva parrilla de ancho completo con grandes luces direccionales empotradas, parachoques y protectores de parachoques que reducían la longitud total en 1,6 pulgadas (41 mm), un panel de techo más delgado con pilares C más angostos, parabrisas y ventana trasera inclinada en un ángulo mayor que reducía la resistencia al viento, molduras laterales más simples y puertas traseras y guardabarros rediseñados con una línea suave en las aletas traseras más pequeñas. La revista Car Life llamó al Rambler de 1959 "uno de los coches más atractivos de la carretera".
Todos los Rambler Rebel se beneficiaron de frenos de mayor diámetro, controles de transmisión automática mejorados y relaciones de eje numéricamente más bajas para optimizar la economía de combustible. Una nueva opción eran los reposacabezas ajustables. El Rebel de 1959 vino con un carburador de 4 cuerpos y escapes dobles, de forma que el motor V8 rendía 215 HP (160 kW) y producía un par motor de 260 lb·pie (353 N·m).

## Tercera generación

### 1960
American Motors restó importancia al nombre Rambler Rebel en 1960. En lugar de centrarse en los modelos Six y Rebel por separado, como en años anteriores, se hizo hincapié en el nombre Rambler y en los niveles de equipamiento, con la anotación de que cada serie se ofrecía con motores "Economy 6" o "Rebel V8". Para el modelo del año 1960 se presentó el Rebel con una versión de carburador de 2 cuerpos de menor compresión, con un rendimiento de 200 HP (149 kW).

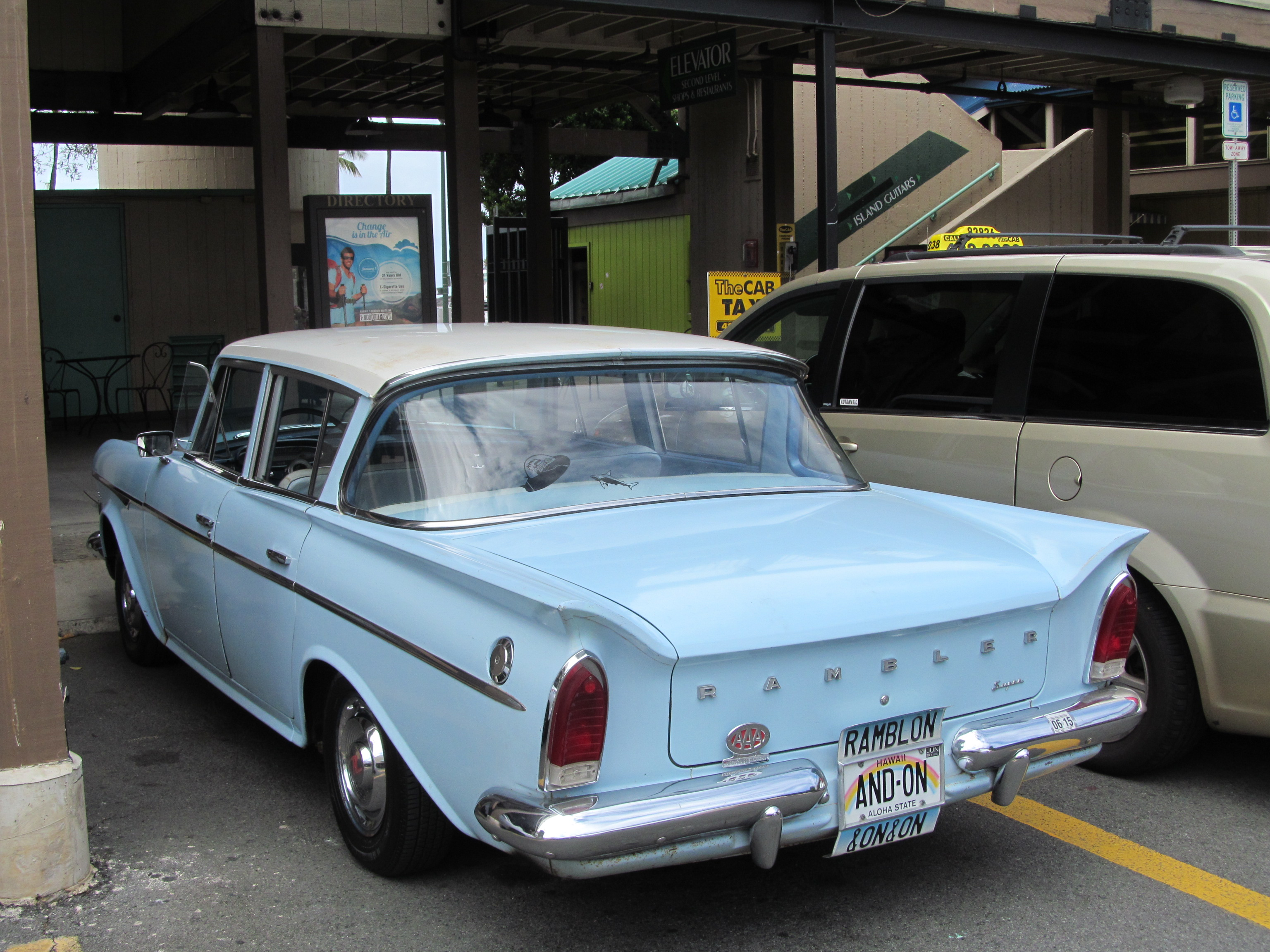
Rambler Rebel Super V8 de 1960

El Rambler Rebel era completamente nuevo, pero conservaba el mismo concepto de estilo. La parte delantera presentaba una parrilla fundida a presión de ancho completo, mientras que los parachoques delantero y trasero de dos piezas se rediseñaron para reducir los costos de reparación. Los pilares C se hicieron más estrechos y las aletas traseras ahora eran más pequeñas.
Los familiares con dos filas de asientos venían con una puerta trasera convencional (ventana trasera con manivela y puerta abatible), mientras que los modelos de tres filas recibieron una nueva puerta con bisagras laterales. Todos los familiares incluían un portaequipajes estándar. Una gran característica fue el espacio disponible de 80 pies cúbicos (2265,34 L), en comparación, por ejemplo, con los familiares Oldsmobile de tamaño mucho más grande que ofrecían los mismos 80 ft³ (2265,34 L) de espacio de carga. Entre los 17 familiares diferentes que AMC comercializó en 1960, el Rambler Six Cross Country Super fue el más popular.
Después del año 1960, todos los modelos con distancia entre ejes de 108 pulgadas (2743 mm) tomaron el nombre Rambler Classic.

## Cuarta generación

### 1966
El nombre Rebel reapareció para el año modelo de 1966 en una versión del Rambler Classic de dos puertas hardtop.
Este modelo presentaba asientos envolventes, molduras interiores y exteriores especiales, así como una línea de techo revisada. El precio base de este modelo de primera línea era de 2.523 dólares estadounidenses con el motor I6 estándar de 232 plg³ (3,8 L); sin embargo, había más opciones disponibles orientadas al rendimiento que incluían una transmisión manual montada en el piso de cuatro velocidades Borg-Warner T-10 nueva para 1966, tacómetro montada en el tablero, así como el motor V8 de 327 plg³ (5,4 L) que rendía 270 HP (273,7 CV) por tan solo 65 dólares adicionales.
Este esfuerzo movió a AMC una vez más hacia el segmento de mercado de los muscle cars; pero el Rebel fue criticado por su anticuado sistema de suspensión ligado a la transmisión por tubo de empuje. También arrastraba la reputación de "coche económico" de Rambler, pero el modelo Rebel ofrecía la receta común a la mayoría de los primeros muscle cars, incluido el motor más grande disponible, asientos individuales y detalles especiales, aunque carecía de una toma de aire no funcional en el capó como otros modelos.
La producción total del modelo Rebel fue de 7.512 unidades. El Rambler Rebel de 1966 "presenta una gran ganga para los entusiastas de los coches potentes [hoy]... un modelo raro y de alto rendimiento, todo envuelto en un solo paquete rentable".

## Quinta generación

### 1967
Para el año modelo de 1967, todos los coches intermedios de AMC tomaron el nombre de Rambler Rebel. Como parte del plan de AMC iniciado en 1965 para deshacerse de su imagen de "automóvil económico", el director ejecutivo Roy Abernethy ordenó un diseño completamente nuevo de los modelos predecesores. El objetivo de Abernethy era posicionar los diseños Rebel y Ambassador de 1967 en igualdad de condiciones con los modelos comercializados por los Tres Grandes de Detroit.
Los nuevos Rebel eran más grandes y tenían una distancia entre ejes 114 pulgadas (2896 mm) más larga, lo que permitía más espacio para los pasajeros y mayor capacidad de carga. El nuevo estilo presentaba amplias líneas de techo con más superficie acristalada, así como un diseño de carrocería suave y redondeado "estilo de botella de Coca-Cola".
El Rebel ahora estaba disponible no solo en versiones sedán de 4 puertas, familiar de 4 puertas y capota rígida de 2 puertas, sino también para 1967 como sedán de 2 puertas (cupé) con un pilar B delgado y ventanillas de esquina traseras abatibles, así como un descapotable. El nuevo cupé solo estaba disponible en el nivel de equipamiento más bajo, pero su diseño se comercializó como un "sedán deportivo", ya que tenía un estilo idéntico al hardtop, incluidas las ventanas sin marco de las puertas. El estilo de carrocería convertible incluía una capota eléctrica que presentaba un nuevo perfil "fastback" con un mecanismo de techo plegable "apilado dividido" con rieles laterales ocultos que no invadían el área del asiento trasero, ofreciendo así espacio para tres pasajeros adultos en la parte trasera. Los familiares ahora presentaban un nuevo mecanismo de asiento de la segunda fila que se doblaba hacia abajo y hacia adelante para ofrecer 91 pies cúbicos (2576,83 L) de espacio de carga de suelo plano con la apertura de la puerta trasera también más ancha y más alta que en las versiones de 1966. Los modelos Rebel eran similares a los Ambassador superiores en el sentido de que compartían la misma unidad básica de carrocería (plataforma) por detrás del capó. Los Rebel llegaron en los modelos base 550 y de lujo 770, con un SST de línea alta disponible solo como hardtop de dos puertas.
La economía tradicional  de los Rambler vino de serie con las variantes rediseñadas con motores de seis cilindros y transmisiones overdrive. Sin embargo, los Rebel se actualizaron en numerosas áreas, incluido un nuevo sistema de suspensión trasera de brazo de arrastre de cuatro enlaces. American Motors también introdujo motores V8 avanzados, y los Rebel ahora podían convertirse "en un muscle car razonable a un precio económico" con el nuevo motor V8 de 343 plg³ (5,6 L).
Además, American Motors amplió sus actividades de carreras en 1967 al asociarse con la empresa de accesorios de alto rendimiento automotriz, Grant Industries, para construir el Grant Rambler Rebel, un Funny Car de carreras para competir en las Clases X/S (Experimental Stock) y Super Experimental Stock de la National Hot Rod Association (NHRA). La relación proporcionó a ambas empresas exposición y publicidad a nivel nacional. El Rebel de carreras tenía una distancia entre ejes alargada a 122 pulgadas (3099 mm) con chasis tubular de acero al cromo y molibdeno y propulsado por el Motor AMC V8 de 343 plg³ (5,6 L) ampliado a 438 plg³ (7,2 L). El motor incluía un sobrealimentador GMC 6-71 e inyección de combustible de la marca Enderle, produciendo 1200 HP (895 kW; 1217 CV) a hasta 9000rpm con una mezcla de alcohol y nitrometano. En 1967, Hayden Proffitt condujo el Rebel en el cuarto de milla (402 m) desde parado en 8.11 segundos, alcanzando una velocidad punta de 180,85 mph (291,1 km/h).

### 1968

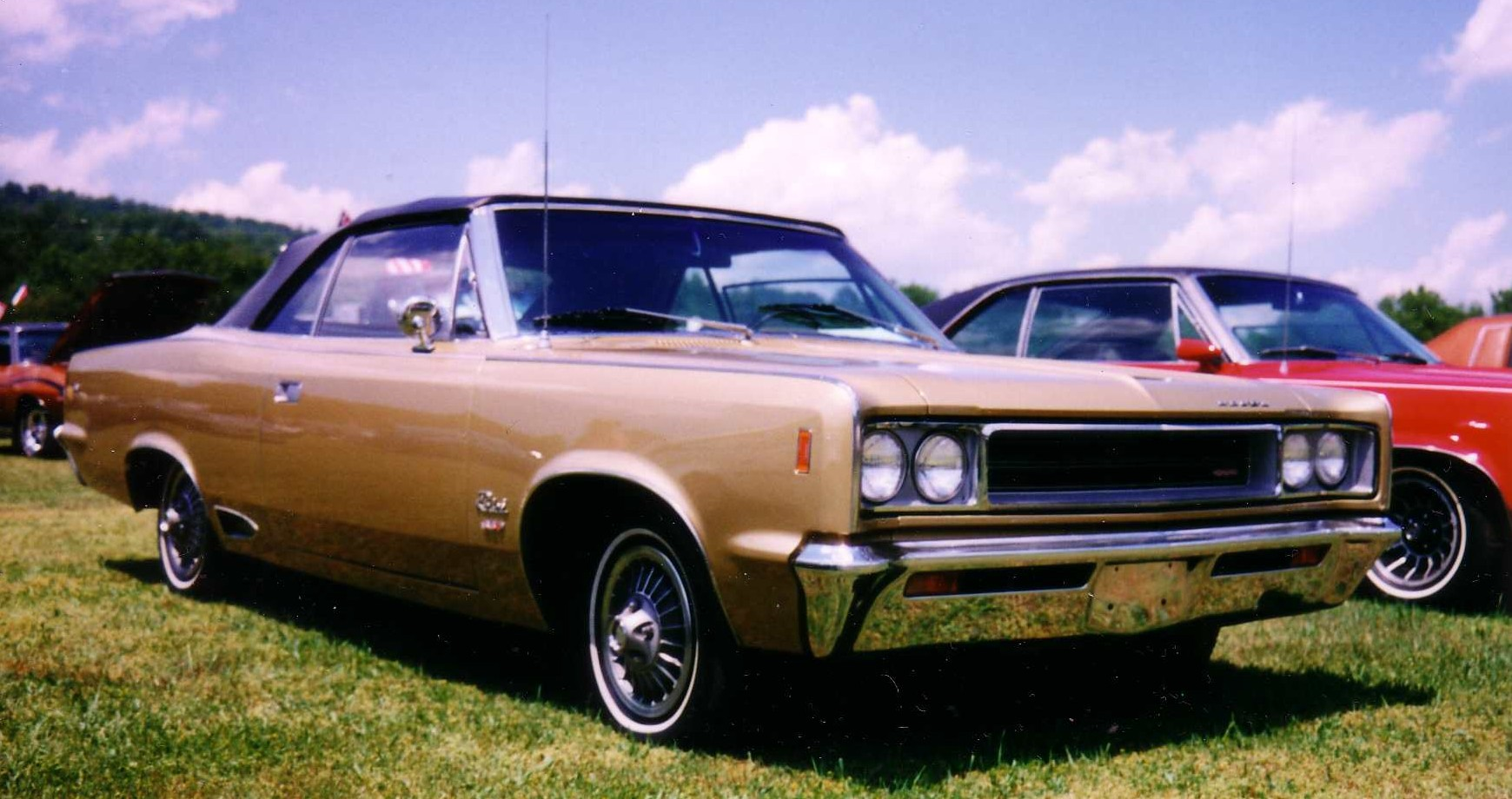
AMC Rebel SST convertible de 1968

Para el año modelo 1968, se eliminó la histórica marca "Rambler", y la gama pasó a denominarse AMC Rebel. Los coches recibieron solo un ligero rediseño, pero incorporaron nuevas características de seguridad exigidas por la NHTSA de EE. UU., como sistemas de control del motor para reducir las emisiones de monóxido de carbono y de hidrocarburos no quemados y la disponibilidad del motor "AMX" V8 de 390 plg³ (6,4 L) y 315 HP (235 kW; 319 CV).
La disminución de las ventas de convertibles en general a finales de la década de 1960 provocó la interrupción de este estilo de carrocería por parte de AMC después de que solo se fabricaran 823 unidades en 1968.
La producción del Rebel continuó durante el año modelo de 1970 hasta que se reemplazó para el año modelo 1971, por un modelo similar, el AMC Matador.

### Producción

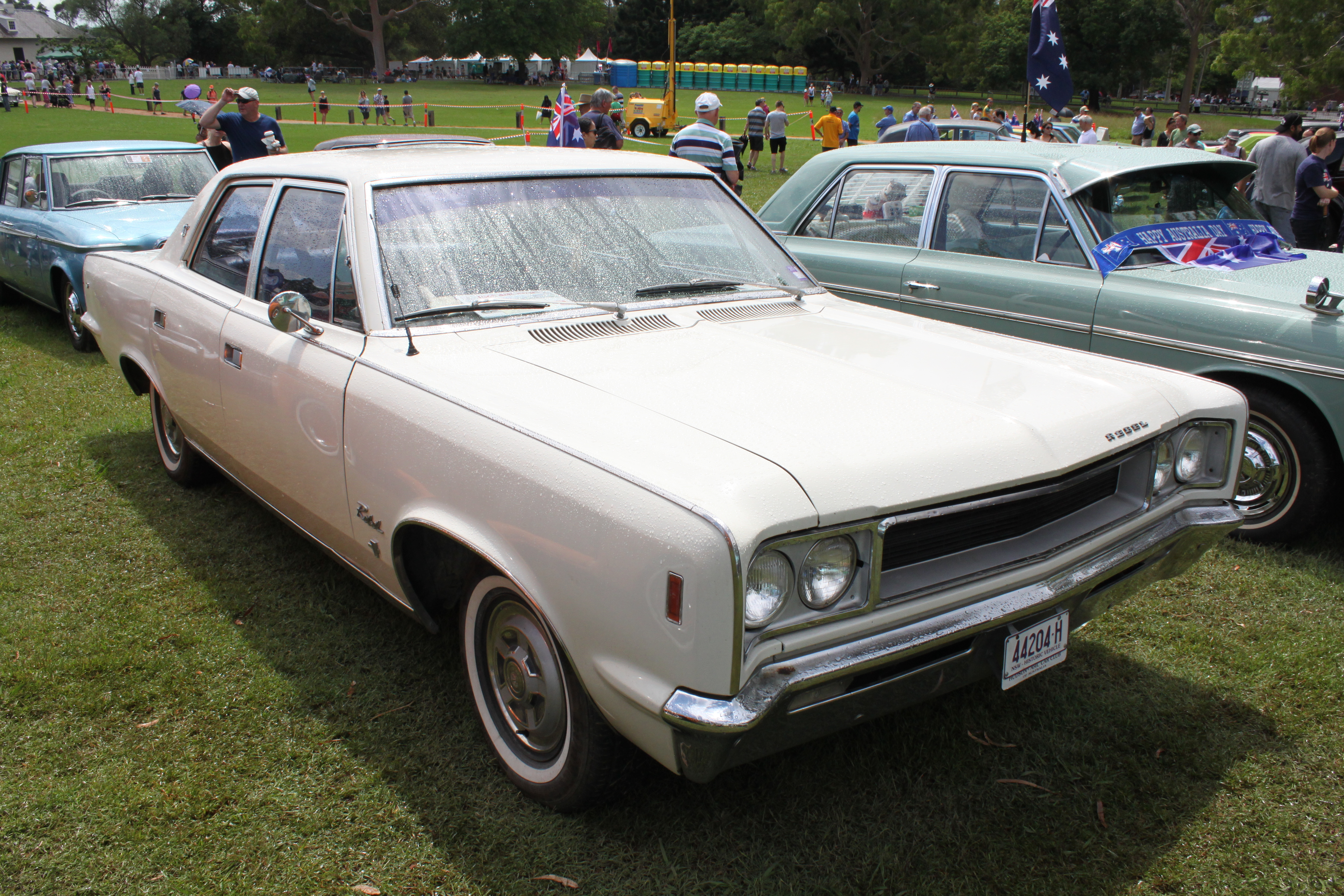
Rambler Rebel de 1968 construido en Australia

Los Rebel de quinta generación se construyeron en la planta de ensamblaje principal de AMC en Kenosha, Wisconsin y en la planta canadiense de Brampton, Ontario.
Australian Motor Industries (en Australia), Campbell Motor Industries (en Thames, Nueva Zelanda), Renault (en Europa, solo para el modelo de 1967) y Vehículos Automotores Mexicanos (en México) realizaron el ensamblaje de kits de montaje de distintos modelos de AMC. Al igual que los modelos exportados fuera de Estados Unidos y Canadá, todos los Rebel y los posteriores Matador conservaron la marca Rambler.